# Wolfgang Menardi
Wolfgang Menardi (* 26. September 1977 in Innsbruck) ist ein österreichischer Bühnenbildner, Regisseur und Theater-, Film- und Fernsehschauspieler.

## Leben
Nach dem Abitur wurde er von 1998 bis 2002 an der Otto-Falckenberg-Schule in München als Schauspieler ausgebildet. Er folgten Engagements an den Münchner Kammerspielen, am Théâtre national de la Colline in Paris, am Théâtre national de Strasbourg, am Thalia Theater Hamburg, am Schauspiel Köln und bei der Ruhrtriennale. Bis 2012 war er Ensemblemitglied des Bayerischen Staatsschauspiels München. Zudem war er regelmäßig für Film und Fernsehen tätig.
2006 erhielt er den Prix de Souffleur für seine Rolle als „Le Fou“ in der Inszenierung Le Chemin de Damas des Théâtre national de la Colline. Er erhielt zwei Nominierungen als bester Darsteller für den Förderpreis Deutscher Film auf dem Filmfest München: 2007 für seine Rolle als „Stefan“ in dem Film Narrenspiel (Regie: Markus F. Adrian), 2009 für seine Rolle als „Franz Egger“ in dem historischen Spielfilm Bergblut (Regie: Philipp J. Pamer).
Parallel zu seiner Tätigkeit als Schauspieler entstanden erste Arbeiten als Regisseur und Bühnen- und Kostümbildner in Frankreich und Deutschland. 2012 begann er neben seiner schauspielerischen Tätigkeit ein Studium der Architektur an der Universität der Künste Berlin. Seither entstanden international Arbeiten als Bühnen- und Kostümbildner, u. a. am Thalia Theater Hamburg, am Theater Basel, am Deutschen Theater Berlin, am Burgtheater Wien, am Volkstheater Wien, am Schauspiel Hannover, an den Münchner Kammerspielen, am Schauspiel Frankfurt, am Staatstheater Stuttgart, am Berliner Ensemble, am Schauspielhaus Düsseldorf, am Schauspiel Köln, am Residenztheater München, am Maxim Gorki Theater Berlin und an weiteren Theatern.
Eine regelmäßige Zusammenarbeit verbindet ihn mit den Regisseuren Thom Luz, Yael Ronen, Thorleifur Örn Arnarsson, Falk Richter, Miloš Lolić, Alexander Nerlich und Bastian Kraft.
2014 wurde er für die Ausstattung von Goethes „Urfaust“ und 2015 für das Bühnenbild von „LSD – Mein Sorgenkind“ in der Kritikerumfrage der Fachzeitschrift „Theater heute“ als bester Nachwuchskünstler und Bühnenbildner nominiert. 2019 war er für die Produktion „Genesis“ an den Münchner Kammerspielen für den deutschen Theaterpreis „Der Faust“ nominiert.

## Bühnenbild (Auswahl)
Ab 2005 entstehen neben seiner schauspielerischen Tätigkeit, erste Arbeiten als Bühnenbildner, u. a. am Volkstheater Wien, dem Hans Otto Theater Potsdam, dem Theater Münster und dem Huajuyuan-Theater in Qingdao (China). Seit 2012 arbeitet Wolfgang Menardi international hauptsächlich als Kostüm- und Bühnenbildner für Schauspiel, Oper und Tanz an mehreren Produktionen im Jahr:
- 2008: Tannöd, Landestheater Innsbruck
- 2011: Der einsame Weg, Volkstheater Wien
- 2012: Jugend ohne Gott, Hans Otto Theater Potsdam
- 2012: Odyssee, Landestheater Innsbruck
- 2012: Das fliegende Kind, Theater Münster
- 2013: Dreigroschenoper, Theater Paderborn
- 2014: Urfaust, Hans Otto Theater Potsdam
- 2014: Wir lieben und wissen nichts, Staatstheater Augsburg
- 2014: Grillenparz, Stadttheater Ingolstadt
- 2014: Die Vermessung der Welt, Stadttheater Fürth
- 2015: LSD – mein Sorgenkind, Theater Basel
- 2015: Gift, Staatstheater Augsburg
- 2015: Jenny Jannowitz, Theater Ingolstadt
- 2015: Geschichten aus dem Wienerwald, Hans Otto Theater Potsdam
- 2015: Hamlet, Hans Otto Theater Potsdam
- 2016: Point of no Return, Münchner Kammerspiele
- 2016: Betrunkene, Schauspielhaus Graz
- 2016: Endstation Sehnsucht, Staatstheater Augsburg
- 2016: Schöne Neue Welt, Hans Otto Theater Potsdam
- 2016: Peer Gynt, Hans Otto Theater Potsdam
- 2017: Ich, ein Anfang, Schauspiel Frankfurt
- 2017: Fabian oder der Gang vor die Hunde, Düsseldorfer Schauspielhaus
- 2017: Dekalog, Theater Ingolstadt
- 2017: Die Stunde, da wir nichts voneinander wussten, Hans Otto Theater Potsdam
- 2017: Inferno, Theater Basel
- 2017: Pension Schöller, Staatstheater Augsburg
- 2017: Grounded, Theater Ingolstadt
- 2017: Die Netzwelt, Hans Otto Theater Potsdam
- 2018: Alte Meister, Deutsches Theater Berlin
- 2018: Gutmenschen, Volkstheater Wien
- 2018: Die Edda, Schauspiel Hannover
- 2018: Menschen, Orte und Dinge, Berliner Ensemble
- 2018: Lazarus, Volkstheater Wien
- 2018: Der Menschenfeind, Staatstheater Darmstadt
- 2018: Der Mensch erscheint im Holozän, Theater Basel / Deutsches Theater Berlin
- 2018: Genesis, Münchner Kammerspiele
- 2018: Skin Deep Song, Theater Ingolstadt
- 2019: Die Edda, Burgtheater Wien
- 2019: Der Menschenfeind, Schauspiel Stuttgart
- 2019: Schmutzige Hände, Schauspiel Köln
- 2019: Die Krönung der Poppea, Theater St. Gallen
- 2019: Die Räuber, Theater Basel
- 2019: Franziska Linkerhand, Deutsches Theater Berlin
- 2019: In den Gärten oder Lysistrata Teil 2, Theater Basel
- 2019: Hexenjagd, Staatstheater Mainz
- 2020: (R)Evolution, Thalia Theater Hamburg
- 2020: In my Room, Maxim Gorki Theater Berlin
- 2021: Pride, Royal Theatre Copenhagen
- 2021: Orlando, Schauspiel Köln
- 2021: Was der Butler sah, Residenztheater München
- 2021: Die Wildente oder der Kampf um die Wahrheit, Thalia Theater Hamburg
- 2021: Heldenplatz, Münchner Kammerspiele
- 2021: Einfache Leute, Staatstheater Mainz
- 2021: Einsame Menschen, Deutsches Theater Berlin
- 2022: Idomeneo, Stadttheater Bern
- 2022: Der Freischütz, Staatstheater Mainz
- 2022: Goldberg-Variationen, Schauspiel Frankfurt
- 2022: Blood Moon Blues, Maxim Gorki Theater
- 2023: Les Nuls – Pulcinella, Les Ballets de Monte Carlo
- 2023: Parsifal, Staatsoper Hannover
- 2023: Die Brüder Karamasow, Schauspielhaus Bochum
- 2023: Am Strand der weiten Welt, Deutsches Theater Berlin
- 2023: Die Troerinnen, Schauspiel Köln
- 2023: Planet B, Maxim Gorki Theater Berlin
- 2023: Salome, Staatstheater Mainz
- 2023: Snegurotschka, Tiroler Festspiele Erl
- 2024: Peer Gynt, Düsseldorfer Schauspielhaus
- 2024: Heit bin i ned munta wuan, Volkstheater Wien
- 2024: King Lear, Königliches Dramatisches Theater Stockholm[7]

## Regie (Auswahl)
Als Regisseur hebt sich Wolfgang Menardi in den letzten Jahren stärker hervor:
- 2006: Die heilige Johanna der Schlachthöfe, Theatre du parvis Saint-Jean Dijon
- 2017: Grounded, Theater Ingolstadt
- 2022: Rob von Efthymis Filippou, Staatstheater Mainz
- 2024: Heid bin i ned munta wuan, Volkstheater Wien[9]
- 2024: Ich zittere (Teil 1 und 2), Theater Oberhausen[10]

## Filmografie
- 1995: Der Palast um vier Uhr morgens
- 1998: Neue Freiheit – Keine Jobs Schönes München: Stillstand
- 1999: Hotel Empire
- 2001: Tatort: Tot bist Du! (Fernsehreihe)
- 2002: Sinan Toprak ist der Unbestechliche (Fernsehserie, Folge 2x06)
- 2004: Wolffs Revier (Fernsehserie, Folge 12x12)
- 2005: Mit Herz und Handschellen (Fernsehserie, Folge 2x04)
- 2005: Suzuki
- 2006: Unter den Linden – Das Haus Gravenhorst (Fernsehserie, 2 Folgen)
- 2007: R.I.S. – Die Sprache der Toten (Fernsehserie, Folge 1x12)
- 2007: Überfahrt
- 2008: Der Goldene Nazivampir von Absam 2 – Das Geheimnis von Schloß Kottlitz (Autor)
- 2008: Narrenspiel
- 2009: Alarm für Cobra 11 – Die Autobahnpolizei (Fernsehserie, Folge 15x03)
- 2010: Bergblut
- 2010: Lasko – Die Faust Gottes (Fernsehserie, Folge 2x05)
- 2010: Tatort: Die Heilige
- 2011: Alles was recht ist – Sein oder Nichtsein
- 2012: SOKO (Fernsehserie, Folge 9x06)
- 2013: Coming in
- 2013: Das kalte Herz
- 2014: Die Bergretter
- 2014: Die Schöne und das Biest (La Belle et la Bête)
- 2015: How long is a moment
- 2015: Alles Klara
- 2018: Krieg der Träume (Doku-Serie)
- 2019: Tatort: Das Nest
- 2023: Tod am Rennsteig – Auge um Auge